# Râul Valea Lungă, Hârtibaciu
Râul Valea Lungă este un curs de apă, afluent al râului Roșia. 